# レンフェ107系
レンフェ107系（レンフェ107けい）は、スペインの鉄道事業者であるレンフェ（Renfe）が導入する動力集中式列車。高速鉄道（AVE）用の編成で、既存の客車（タルゴVII）を改造した中間車と新造した電気機関車による編成が組まれる。

## 概要
2018年、レンフェは鉄道車両メーカーのタルゴ社との間に、同社が製造した車両の改修工事に関する契約を交わした。その中には、夜行列車（トレンオテル）向けに製造された連接式客車のタルゴVIIを高速列車用に改造する内容も含まれていた。当初は156両が発注され、後に72両の追加発注が実施された。続けて2021年、26両（13編成分）の本発注およびオプション分14両（6編成分＋予備2両）の電気機関車の製造契約が行われた。これらの車両によって組成される編成が107系である。
両端に連結した電気機関車を含めた合計14両編成で構成され、中間に連結される12両のタルゴVIIは前述の通り夜行列車用の設備を昼行列車用に改造する他、営業最高速度300 km/h、設計最高速度330 km/hでの走行が可能なよう台車の改造も実施される。編成には二等車（ツーリストクラス）10両、一等車（プレファレンテクラス）1両、カフェ車1両が含まれ、定員は405人である。
一方、電気機関車はタルゴが展開する高速列車であるアヴリル（Talgo Avril）に使用される車両を基にしており、直流3000 Vおよび交流25,000 Vに対応した交直両用車両である。また、客車と共に軌間可変機構を有しており、標準軌（1,435 mm）とイベリア軌間（1,668 mm）双方の軌間に対応している。
2023年1月現在、タルゴ社による客車の改造および電気機関車の製造が行われている段階にある。